# Clinotanypus
Clinotanypus is een muggengeslacht uit de familie van de Dansmuggen (Chironomidae).

## Soorten
- C. aureus Roback, 1971
- C. nervosus (Meigen, 1818)
- C. pinguis (Loew, 1861)
- C. planus Roback, 1971
- C. sabensis Roback, 1971
- C. wirthi Roback, 1971